# 談論浪漫 / 永恆之歌
《談論浪漫 / 永恆之歌》是日本的女子偶像組合Berryz工房的第36張单曲，在2014年11月12日由PICCOLO TOWN发售。

## 概要
- 《談論浪漫 / 永恆之歌》是Berryz工房第八張2A單曲，亦是2015年3月3日無限期活動停止前發行的最後一張單曲。
- A面曲《談論浪漫》是一首充滿冬日感覺的一首歌曲。
- A面曲《永恆之歌》是以Berryz工房無限期活動停止、成員各散東西分別為概念藍本的一首歌曲。
- 此單曲有6個版本，分別有「初回生產限定盤A - D」和「通常盤A - B」。「初回生産限定盤A」和「初回生產限定盤C」收錄了「談論浪漫」的PV和製作花絮（Making）；「初回生産限定盤B」和「初回生產限定盤D」收錄了「永恆之歌」的PV和製作花絮（Making）。
- 在11月24日於公信榜单曲週排行榜取得第2位，是Berryz工房出道以來銷量排名最高的單曲。
- 此單曲是Berryz工房是出道以來首週銷量最高的單曲（8萬張+），第一張及唯一一張首週銷量超過8萬的單曲。

## 收錄内容

### CD（初回生產限定盤A、C、通常盤A）
1. 談論浪漫
（作詞、作曲：淳君 編曲：鈴木俊介 ）
2. 永恆之歌
（作詞、作曲：淳君  編曲：鈴木俊介 ）
3. 談論浪漫 (Instrumental)
4. 永恆之歌 (Instrumental)

### CD（初回生產限定盤B、D、通常盤B）
1. 永恆之歌
2. 談論浪漫
3. 永恆之歌 (Instrumental)
4. 談論浪漫 (Instrumental)

### DVD（初回生產限定盤A）
1. 談論浪漫（MV）

### DVD（初回生產限定盤B）
1. 永恆之歌（MV）

### DVD（初回生產限定盤C）
1. 談論浪漫（Dance Shot Ver.）
2. 談論浪漫（MV Jacket Shooting Making & Off Shot Video）

### DVD（初回生產限定盤D）
1. 永恆之歌（Dance Shot Ver.）
2. 永恆之歌（MV Jacket Shooting Making & Off Shot Video）